# DHL Fastest Lap Award
Im Rahmen des DHL Fastest Lap Award wird seit der Formel-1-Saison 2007 an den Fahrer mit den meisten schnellsten Rennrunden einer Saison die DHL Fastest Lap Trophy verliehen.

## Geschichte
Sowohl 2007 als auch 2008 gewann Kimi Räikkönen mit sechs bzw. zehn schnellsten Runden. Im ersten Jahr erzielte sein Teamkollege Felipe Massa ebenfalls sechs schnellste Runden, beide fuhren zwei zweitschnellste Runden, Räikkönen erzielte jedoch mit drei drittschnellsten Runden eine mehr als Massa und gewann.
2009 erzielten sowohl Sebastian Vettel als auch sein Teamkollege Mark Webber im Laufe der Saison jeweils drei schnellste Runden, daher musste der Gewinner anhand der zweitschnellsten Runden ermittelt werden. Vettel erzielte drei zweitschnellste Runden; Webber hingegen nur eine. Damit gewann Vettel.
In der Saison 2010 gewann Fernando Alonso die Trophäe mit fünf schnellsten Runden, da er mehr zweitschnellste Runden als Lewis Hamilton hatte.
2011 konnte sich Mark Webber mit sieben schnellsten Runden den Titel sichern.
In den Jahren 2012 und 2013 war erneut Sebastian Vettel mit sechs bzw. sieben schnellsten Rennrunden der Sieger dieser Wertung.
2014 setzte sich Lewis Hamilton mit sieben zu fünf schnellsten Runden gegen seinen Teamkollegen Nico Rosberg durch, ebenso 2015 mit acht zu fünf schnellsten Runden.
Rosberg gewann die Wertung 2016 mit sechs schnellsten Runden. 2017 setzte sich erneut Hamilton durch, der in sieben Rennen die schnellste Runde fuhr.
Mit ebenfalls sieben schnellsten Rennrunden gewann Valtteri Bottas 2018 die Wertung.
Seit der Saison 2019 gilt, dass der Fahrer mit der schnellsten Rennrunde einen zusätzlichen Punkt, der auch seinem Team in der Konstrukteursmeisterschaft gutgeschrieben wird, erhält. Zusätzliche Voraussetzung dafür ist eine Zielankunft unter den ersten zehn Fahrern. Einen zusätzlichen Punkt für die schnellste Rennrunde gab es bereits zwischen 1950 und 1959. Von 2019 bis 2021 gewann Lewis Hamilton mit je sechs schnellsten Rennrunden die Wertung. 2022 setze sich erstmals Max Verstappen mit fünf schnellsten Rennrunden durch. 2023 erzielte Verstappen neun schnellste Rennrunden.

## Gewinner
| Saison | Fahrer           | Konstrukteur     | Chassis                            | SR |
| ------ | ---------------- | ---------------- | ---------------------------------- | -- |
| 2007   | Kimi Räikkönen   | Ferrari          | Ferrari F2007                      | 06 |
| 2008   | Kimi Räikkönen   | Ferrari          | Ferrari F2008                      | 10 |
| 2009   | Sebastian Vettel | Red Bull-Renault | Red Bull RB5                       | 03 |
| 2010   | Fernando Alonso  | Ferrari          | Ferrari F10                        | 05 |
| 2011   | Mark Webber      | Red Bull-Renault | Red Bull RB7                       | 07 |
| 2012   | Sebastian Vettel | Red Bull-Renault | Red Bull RB8                       | 06 |
| 2013   | Sebastian Vettel | Red Bull-Renault | Red Bull RB9                       | 07 |
| 2014   | Lewis Hamilton   | Mercedes         | Mercedes F1 W05 Hybrid             | 07 |
| 2015   | Lewis Hamilton   | Mercedes         | Mercedes F1 W06 Hybrid             | 08 |
| 2016   | Nico Rosberg     | Mercedes         | Mercedes F1 W07 Hybrid             | 06 |
| 2017   | Lewis Hamilton   | Mercedes         | Mercedes F1 W08 EQ Power+          | 07 |
| 2018   | Valtteri Bottas  | Mercedes         | Mercedes-AMG F1 W09 EQ Power+      | 07 |
| 2019   | Lewis Hamilton   | Mercedes         | Mercedes-AMG F1 W10 EQ Power+      | 06 |
| 2020   | Lewis Hamilton   | Mercedes         | Mercedes-AMG F1 W11 EQ Performance | 06 |
| 2021   | Lewis Hamilton   | Mercedes         | Mercedes-AMG F1 W12 E Performance  | 06 |
| 2022   | Max Verstappen   | Red Bull         | Red Bull Racing RB18               | 05 |
| 2023   | Max Verstappen   | Red Bull         | Red Bull Racing RB19               | 09 |
| 2024   | Lando Norris     | McLaren          | McLaren MCL38                      | 06 |